# 详细模式
在计算中，详细模式（Verbose mode）是许多计算机操作系统和编程语言中的一个选项，它可以提供额外的细节，如计算机正在做什么，在啟動過程中加载了哪些驱动程序和軟體，或者在编程時，它可以输出详细內容以用於診斷，从而使程序更容易調試。
许多命令行程序（例如cURL）可以透過一個標誌，如-v或--verbose来设置成verbose模式。